# 2002年の韓国シリーズ
2002年の韓国シリーズ

## 概要
2002年の韓国シリーズは、公式戦1位の三星ライオンズと同4位でプレイオフ勝者のLGツインズの間で11月3日から2-3-2の7戦4勝制で行われ、三星ライオンズが4勝2敗で優勝した。この年のポストシーズンは6月のW杯期間中ルーズに組まれたスケジュールと釜山で行われたアジア大会での代表チーム構成によるシーズン中断などによって、例年より2週間くらい遅い10月下旬から開始された。韓国シリーズも開幕が11月にずれ込んで、現在まで歴代韓国シリーズの中で一番遅い開幕及び終了を記録している。ポストシーズンはやや寒い中で開かれたが、人気チームであるLGツインズの予期せぬ健闘のお陰でそれなりに見ごたえのあるものとなった。
三星の優勝は1985年以来17年ぶりだが、韓国シリーズでの勝利はチームの歴史でこれが初めてであった。この優勝まで三星ライオンズは韓国シリーズで7度挑戦して、全部敗退。特に前年は公式戦で81勝を挙げながら、65勝63敗の辛うじて負け越しを免れた斗山ベアーズに敗退する屈辱も味った。ちなみに、この年の斗山ベアーズが韓国プロ野球歴代最低勝率優勝チームである。

これらの韓国シリーズでの失敗がトラウマ化して、1990年代後半から他チームとは比較にならないほど、無茶とまで言われた積極的な補強を行い、この年の優勝はその補強策が功を奏した形になったが、この優勝もそんなに容易く達成できたものではなかった。
この年の相手であったLGツインズは前年の斗山ベアーズよりも戦力的に見劣りするチームであった。前半戦はBクラスを転々して、オールスター明けから調子を上げ、追い上げた結果が、同じ勝ち数だったが引き分け試合の差で斗山ベアーズを抜いて4位での準プレイオフ進出だった。しかし、LGツインズは各ステージで相手よりはるかに劣るという前評判にも関わらず、予想を覆して次のステージに進出。なお、プレーオフの第5戦では、第3戦で2勝1敗とし韓国シリーズ進出に王手をかけたが、第4戦を落とし、この試合も終盤大きくリードされた地元光州の熱狂的な起亜ファンが怒り、球場の外野スタンドに放火し小火が起きる騒動があった。
起亜タイガースとの激戦を勝ち上がってきたため、疲れが心配されたLGツインズだったが、戦力の面で何枚も上手の三星ライオンズを相手に、LGの金星根（キム・ソングン）監督の采配が冴えきって、決着がつくまで三星を徹底的に苦しめた。
第4戦まで王手を掛けられてから、LGツインズは第5戦を激戦の末制し、舞台を大邱に移して行われた第6戦でも接戦を切り抜けて9対6のリードを持って9回裏の守備に入り、三星のベンチは、再び韓国シリーズでのジンクスが頭をよぎっていた。この試合の6回表、大腿関節部の奇病で選手生命の危機に立たされるとの診断を受けて歩くこともままならなかったLGの金宰炫（キム・ジェヒョン）が、代打で出場を強行して二塁打性の打球を放ちながら辛うじて1塁でセーフされ、逆転の打点を挙げたのは、このシリーズに賭けるLGベンチの闘志を雄弁するものであった。
しかし、3点のリードをもらって9回裏登板した李尚勲（イ・サンフン）がそれまで20打数2安打で不振を極めていた李承燁の同点の3点本塁打を打たれ、試合は振り出しに戻されたまま降板。続くリリーフの崔元豪（チェ・ウォンホ）が次打者の馬海泳（マ・ヘヨン）にホームランを許し、苦しかったシリーズの終止符を打って、20年を待った三星の韓国シリーズでの優勝は劇的な形で訪れた。韓国シリーズがサヨナラ勝ちで決着が付いたのはこれが初めてで、2009年の韓国シリーズも、第7戦起亜が羅志晩の本塁打でサヨナラ勝ちし優勝を決めている。
LGの金星根監督はこれが韓国シリーズでの初采配だったが、戦力的に劣るチームを率いて鋭い采配で9度優勝を誇る敵将の金応龍（キム・ウンヨン）監督を最後まで苦しめた。これをもって、勝利監督の金応龍監督は優勝インタビューで「作戦や選手起用が怖いほど当りすぎて、まるで野球の神と対敵するような思いをさせられた」と最大級の賛辞を含めて称えるほどだった。この一件で、金星根は敗軍の将でありながら「野球の神」というニックネームを得た。
しかし、敵将にまで敬意を示させた金星根本人は、誰も期待していなかった韓国シリーズ準優勝の偉業にも、シーズン終了後新しく就任した球団社長に野球観の差を理由で解任される不運を味わう。しかし、金星根の手腕を過小評価したこの決定は、翌年から長期にわたる低迷という形で返された。金星根の解任の後、チームは支離滅裂の一路をたどり、2003年～2012年にかけて球団史上最長の10年連続のBクラスを記録して、その中ではMBC時代にもなかったシーズン最下位の屈辱が2度も含まれている。
| ステージ     | 勝利チーム                  | 成績   | 星取表 | 敗戦チーム                    |
| ------------ | --------------------------- | ------ | ------ | ----------------------------- |
| 準プレーオフ | LGツインズ（公式戦4位）     | 2勝    | ○○     | 現代ユニコーンズ（公式戦3位） |
| プレーオフ   | LGツインズ（公式戦4位）     | 3勝2敗 | ○●●○○  | 起亜タイガース（公式戦2位）   |
| 韓国シリーズ | 三星ライオンズ（公式戦1位） | 4勝2敗 | ○●○○●○ | LGツインズ（公式戦4位）       |

## 準プレイオフ

### 第1戦 10月21日・水原総合運動場野球場
|                  | 1 | 2 | 3 | 4 | 5 | 6 | 7 | 8 | 9 | R |
| ---------------- | - | - | - | - | - | - | - | - | - | - |
| LGツインズ       | 0 | 2 | 0 | 0 | 4 | 0 | 0 | 0 | 0 | 6 |
| 現代ユニコーンズ | 2 | 0 | 0 | 0 | 0 | 0 | 0 | 1 | 0 | 3 |

1. 勝利：崔元豪（チェ・ウォンホ、1-0）
2. セーブ：李尚勲（イ・サンフン、0-0-1s）
3. 敗戦：金守経（キム・スギョン、0-1）
4. 本塁打
LG：マルティネス（5回表、満塁）
現代：朴勍完（パク・キョンワン、8回裏ソロ）

### 第2戦 10月22日・蚕室野球場
|                  | 1 | 2 | 3 | 4 | 5 | 6 | 7 | 8 | 9 | R |
| ---------------- | - | - | - | - | - | - | - | - | - | - |
| 現代ユニコーンズ | 0 | 0 | 1 | 0 | 0 | 0 | 0 | 0 | 0 | 1 |
| LGツインズ       | 0 | 0 | 0 | 3 | 0 | 0 | 0 | 0 | X | 3 |

1. 勝利：張文碩（チャン・ムンソク、1-0）
2. セーブ：李尚勲（0-0-2s）
3. 敗戦：トーレス（0-1）

- LGツインズが2勝でプレイオフ進出
- MVP:　崔東秀（チェ・ドンス、内野手、LG）6打数3安打、打率0.500、0本塁打、2打点

## プレイオフ

### 第1戦 10月26日・光州無等総合競技場野球場
|                | 1 | 2 | 3 | 4 | 5 | 6 | 7 | 8 | 9 | 10 | 11 | R |
| -------------- | - | - | - | - | - | - | - | - | - | -- | -- | - |
| LGツインズ     | 1 | 0 | 0 | 0 | 0 | 1 | 0 | 0 | 0 | 0  | 4  | 6 |
| 起亜タイガース | 0 | 1 | 0 | 0 | 0 | 0 | 0 | 0 | 1 | 0  | 0  | 2 |

1. 勝利：李東賢（イ・ドンヒョン、1-0）
2. 敗戦：金鎮◆（キム・ジヌ、0-1、◆は豕へんに尤）
3. 本塁打
LG：崔東秀（チェ・ドンス、6回表ソロ、11回表3ラン）
起亜：申東宙（シン・ドンジュ、2回裏ソロ）、金寅哲（キム・インチョル、9回裏ソロ）、

### 第2戦 10月27日・光州無等総合競技場野球場
|                | 1 | 2 | 3 | 4 | 5 | 6 | 7 | 8 | 9 | 10 | 11 | R |
| -------------- | - | - | - | - | - | - | - | - | - | -- | -- | - |
| LGツインズ     | 0 | 0 | 0 | 0 | 1 | 0 | 0 | 0 | 3 | 0  | 0  | 4 |
| 起亜タイガース | 1 | 0 | 1 | 0 | 0 | 0 | 0 | 2 | 0 | 0  | 1x | 5 |

1. 勝利：李強喆（イ・ガンチョル、1-0）
2. 敗戦：崔元豪（チェ・ウォンホ、0-1）
3. 本塁打
起亜：李鍾範（イ・ジョンボム、8回裏、ソロ）、金鍾国（キム・ジョングク、8回裏、ソロ）

### 第3戦 10月29日・蚕室野球場
|                | 1 | 2 | 3 | 4 | 5 | 6 | 7 | 8 | 9 | R |
| -------------- | - | - | - | - | - | - | - | - | - | - |
| 起亜タイガース | 1 | 0 | 2 | 0 | 1 | 0 | 1 | 0 | 0 | 5 |
| LGツインズ     | 0 | 0 | 0 | 0 | 0 | 0 | 0 | 0 | 0 | 0 |

1. 勝利：崔尚徳（チェ・サンドク、1-0）
2. 敗戦：ケッペン（0-1）

### 第4戦 10月30日・蚕室野球場
|                | 1 | 2 | 3 | 4 | 5 | 6 | 7 | 8 | 9 | R |
| -------------- | - | - | - | - | - | - | - | - | - | - |
| 起亜タイガース | 1 | 0 | 0 | 0 | 1 | 0 | 0 | 0 | 0 | 2 |
| LGツインズ     | 2 | 0 | 0 | 1 | 0 | 0 | 0 | 0 | X | 3 |

1. 勝利：マンザニーヨ（1-0）
2. セーブ：李尚勲（0-0-1s）
3. 敗戦：リオス（0-1）

### 第5戦 11月1日・光州無等総合競技場野球場
|                | 1 | 2 | 3 | 4 | 5 | 6 | 7 | 8 | 9 | R |
| -------------- | - | - | - | - | - | - | - | - | - | - |
| LGツインズ     | 1 | 0 | 0 | 0 | 1 | 1 | 3 | 2 | 0 | 8 |
| 起亜タイガース | 1 | 0 | 1 | 0 | 0 | 0 | 0 | 0 | 0 | 2 |

1. 勝利：李東賢（イ・ドンヒョン、2-0）
2. 敗戦：キーファー（0-1）
3. 本塁打
LG：朴龍澤（パク・ヨンテク、1回表、ソロ、6回表、ソロ）
起亜：張盛好（チャン・ソンホ、3回裏、ソロ）

- LGツインズが3勝2敗で韓国シリーズ進出
- MVP:　朴龍澤（パク・ヨンテク、外野手、LG）

## 韓国シリーズ

### 第1戦 11月3日・大邱市民運動場野球場
|                | 1 | 2 | 3 | 4 | 5 | 6 | 7 | 8 | 9 | R |
| -------------- | - | - | - | - | - | - | - | - | - | - |
| LGツインズ     | 1 | 0 | 0 | 0 | 0 | 0 | 0 | 0 | 0 | 1 |
| 三星ライオンズ | 1 | 0 | 0 | 0 | 2 | 1 | 0 | 0 | X | 4 |

1. 勝利：エルビラ（1-0）
2. 敗戦：金民基（キム・ミンギ、0-1）
3. 本塁打
三星：姜東佑（カン・ドンウ、5回裏、2ラン）、ブリトー（6回裏、ソロ）

### 第2戦 11月4日・大邱市民運動場野球場
|                | 1 | 2 | 3 | 4 | 5 | 6 | 7 | 8 | 9 | R |
| -------------- | - | - | - | - | - | - | - | - | - | - |
| LGツインズ     | 0 | 0 | 0 | 0 | 0 | 2 | 0 | 0 | 1 | 3 |
| 三星ライオンズ | 0 | 0 | 1 | 0 | 0 | 0 | 0 | 0 | 0 | 1 |

1. 勝利：マンザニーヨ（1-0）
2. セーブ：李尚勲（イ・サンフン、0-0-1s）
3. 敗戦：林昌勇（イム・チャンヨン、0-1）
4. 本塁打
LG：趙寅成（チョ・インソン、6回表、ソロ）

### 第3戦 11月6日・蚕室野球場
|                | 1 | 2 | 3 | 4 | 5 | 6 | 7 | 8 | 9 | R |
| -------------- | - | - | - | - | - | - | - | - | - | - |
| 三星ライオンズ | 4 | 0 | 0 | 0 | 1 | 1 | 0 | 0 | 0 | 6 |
| LGツインズ     | 0 | 0 | 0 | 0 | 0 | 0 | 0 | 0 | 0 | 0 |

1. 勝利：裵英洙（ペ・ヨンス、1-0）
2. 敗戦：崔元豪（チェ・ウォンホ、0-1）

### 第4戦 11月7日・蚕室野球場
|                | 1 | 2 | 3 | 4 | 5 | 6 | 7 | 8 | 9 | R |
| -------------- | - | - | - | - | - | - | - | - | - | - |
| 三星ライオンズ | 2 | 1 | 0 | 0 | 0 | 0 | 0 | 1 | 0 | 4 |
| LGツインズ     | 0 | 1 | 1 | 0 | 1 | 0 | 0 | 0 | 0 | 3 |

1. 勝利：盧長震（ノ・ジャンジン、1-0）
2. 敗戦：李尚勲（0-1-1s）

### 第5戦 11月8日・蚕室野球場
|                | 1 | 2 | 3 | 4 | 5 | 6 | 7 | 8 | 9 | R |
| -------------- | - | - | - | - | - | - | - | - | - | - |
| 三星ライオンズ | 2 | 0 | 0 | 2 | 0 | 0 | 0 | 0 | 3 | 7 |
| LGツインズ     | 2 | 0 | 2 | 0 | 0 | 1 | 2 | 1 | X | 8 |

1. 勝利：李東賢（イ・ドンヒョン、1-0）
2. セーブ：張文碩（チャン・ムンソク、0-0-1s）
3. 敗戦：裵英洙（1-1）
4. 本塁打
三星：馬海泳（マ・ヘヨン、1回表、2ラン、9回表、3ラン）

### 第6戦 11月10日・大邱市民運動場野球場
|                | 1 | 2 | 3 | 4 | 5 | 6 | 7 | 8 | 9  | R  |
| -------------- | - | - | - | - | - | - | - | - | -- | -- |
| LGツインズ     | 0 | 3 | 0 | 1 | 0 | 3 | 0 | 2 | 0  | 9  |
| 三星ライオンズ | 0 | 2 | 1 | 2 | 0 | 0 | 0 | 1 | 4x | 10 |

1. 勝利：姜永植（カン・ヨンシク、1-0）
2. 敗戦：崔元豪（0-2）
3. 本塁打
LG：崔東秀（チェ・ドンス、2回表、3ラン）
三星：朴漢伊（パク・ハニ、2回裏、2ラン）、李承燁（9回裏、3ラン）、馬海泳（9回裏、ソロ）

- 三星ライオンズが4勝2敗で韓国シリーズ優勝
- MVP: 馬海泳（マ・ヘヨン、指名打者、三星）24打数11安打、打率0.458、3本塁打、10打点